# MediaCorp TV Channel 5
MediaCorp TV Channel 53 este o televiziune privată din Singapore ce emite în limba engleză. 

## Legături externe
- Site oficial Arhivat în 23 februarie 2016, la Wayback Machine.